# Basse Monchenoule
Basse Monchenoule (en wallon : Basse Monchenoûle) est un hameau de la commune belge de Manhay, située dans le nord de la province de Luxembourg.
Avant la fusion des communes de 1977, Basse Monchenoule faisait partie de la commune de Grandmenil.

## Étymologie
Sur la carte de Ferraris de 1777, le hameau s'appelle  Montignoule. En 1850, le hameau est orthographié Monchenouille et en 1865, Basse Monchenonl.

## Situation
Ce hameau ardennais se trouve à 600 m à vol d'oiseau à l'est de l'autoroute E 25 Liège-Luxembourg et à 8 km au nord du centre de Manhay. La localité se situe sur un promontoire dominant plusieurs vallons formant le ruisseau le Grand Bois, un affluent de la Lienne. L'altitude du hameau varie entre 490 et 500 m. Basse Monchenoule se situe à environ 500 m de Haute Monchenoule que l'on rejoint par un chemin de terre.

## Description et patrimoine
Le hameau comprend une douzaine d'habitations construites le long de l'unique route formant une boucle. Plusieurs immeubles sont d'anciennes fermettes bâties en moellons de grès ou de schiste de la région entre le XVIIIe siècle et le début du XXe siècle. Parmi ces constructions, l'ancien fournil situé derrière le no 10 possède des pans avec colombages et, en face du no 17, une petite dépendance en moellons de grès est couverte d'un toit de cherbins (ardoises locales).

## Sources et liens externes
- Site de la commune de Manhay